# Grisha Goryachev
 (mars 2013).
Si vous disposez d'ouvrages ou d'articles de référence ou si vous connaissez des sites web de qualité traitant du thème abordé ici, merci de compléter l'article en donnant les références utiles à sa vérifiabilité et en les liant à la section « Notes et références ».
Grisha Goryachev, né le 29 décembre 1977, est un guitariste classique et Flamenco. 

## Discographie
- Homenaje a Sabicas (hommage à Sabicas) [2007]
- Alma Flamenca [2006]